# Roger Motut
Roger G. Motut (né le 21 juillet 1917 à Hoey en Saskatchewan et mort le 6 février 2013  à Leduc en Alberta) est un enseignant et écrivain canadien franco-albertain et fransaskois.
Enseignant à partir de 1947, il est professeur de français à l'Université de l'Alberta de 1958 à sa retraite comme professeur émérite en 1982.
Il reçoit le prix Champlain pour son livre sur l'écrivain français, Maurice Constantin-Weyer.
Président de l'Association canadienne-française de l'Alberta, il est admis membre de l'Ordre du Canada le 17 décembre 1979 et investi le 16 avril suivant pour son rôle dans la vie culturelle des Francophones de l'Alberta.